# Dorota Kober
Dorota Kober, Köberin (ur. 1549 w Krakowie, zm. 6 czerwca 1622 we Wrocławiu) – malarka, żona Marcina Kobera, która pracowała dla dworu króla Zygmunta III Wazy.
Pochodziła z bliżej nieznanej rodziny z Krakowa. W 1586 roku, może w swoim rodzinnym mieście, poślubiła Marcina Kobera, nadwornego malarza króla Stefana Batorego. Wraz z mężem wyjechała do Wrocławia (1587), gdzie urodziła dwoje ich dzieci, Melchiora (1587) i Esterę (1589). W trakcie nieobecności Kobera prowadziła jego warsztat malarski. W 1589 lub 1590 roku Koberowie ponownie osiedlili się w Polsce, kiedy Marcin wstąpił na służbę Zygmunta III. Mieszkali w Krakowie, a następnie przez dłuższy czas w Warszawie. Wiadomo, że pod nieobecność męża Dorota odbierała, za pośrednictwem czeladnika, wynagrodzenie za jego prace (świadczy o tym dokument z 10 października 1595). Dwukrotnie przebywała w Poznaniu, zajmując się sprawami majątkowymi ze szwagrem, Wacławem (1597 i 1598). Jej mąż zmarł przed 9 listopada 1598 roku. Z tego dnia pochodzi umowa zawarta przez Dorotę, w której figuruje już jako wdowa.
Po śmierci męża zajmowała się malowaniem herbów. W lipcu 1599 roku otrzymała wynagrodzenie za wykonanie ich przy dekoracjach na pogrzeb królowej Anny Habsburżanki lub też jako element wystroju odnawianego zamku na Wawelu. W wystawionym przez siebie kwicie na 10 złotych polskich określiła się mianem „malarzowa Króla Jego Mości”. Nie wiadomo, czy tworzyła jakieś malowidła lub obrazy o innej tematyce. Możliwe, że zajmowała się malarstwem jeszcze przed ślubem z Koberem, a jego samego poznała na dworze królewskim.
Przyjmuje się, że samodzielnie prowadziła warsztat malarski po zmarłym mężu, aczkolwiek nie jest to całkowicie pewne – otrzymanie zapłaty za wykonanie herbów nie musi świadczyć, że tak faktycznie było.
W 1609 roku Dorota przebywała we Wrocławiu, gdzie 3 marca jej córka Estera wzięła ślub z Georgiem Hanem (może tożsamym z wrocławskim malarzem Haanem). Jeszcze w tym samym roku była w Warszawie, gdzie wraz ze szwagrem, córką i zięciem zajmowała się sprawami majątkowymi. W 1613 roku była notowana w księgach metrykalnych warszawskiego kościoła św. Jana jako „Dorothea malarka”. Schyłek życia spędziła we Wrocławiu, gdzie zmarła.